# Nándor Fa
Pour les articles homonymes, voir Fa.
Dans le nom hongrois Fa Nándor, le nom de famille précède le prénom, mais cet article utilise l’ordre habituel en français Nándor Fa, où le prénom précède le nom.
Nándor Fa né le 9 juillet 1953  à Székesfehérvár (Hongrie) est un navigateur  hongrois.

## Biographie
Il suit d'abord dès son plus jeune âge la tradition familiale et pratique la lutte. Mais une blessure l’oblige à changer de sport. Cet amateur de sport découvre alors les joies nautiques ; il s'essaye au kayak puis à la voile alors qu’il a déjà 27 ans. Passionné par les régates de Finn et de Laser, il intègre l’équipe nationale hongroise et commence à dessiner des bateaux . Alors qu’il croise près du Cap Horn sur le 31 pieds qu’il a construit, Nándor Fa apprend à la radio Chilienne qu’une course autour du monde en solitaire avec escales passe par là : le BOC Challenge. En quelques minutes, l’homme décide qu'il fera des courses autour du monde et en 60 pieds.
Il réalise un tour du monde à la voile en 717 jours avec Gál József entre 1985 et 1987 sur le bateau Szent Jupát qu'ils ont construit entre 1981 et 1984.
Entre 1988 et 1990, il construit un autre bateau, Alba Regia sur lequel il participe au BOC Challenge en 1990-1991 (10e en 165 jours), puis au Vendée Globe en 1992-1993 (arrivé 5e, après 128 jours 16 heures 5 minutes et 4 secondes de course) .
Il prend le départ de Vendée Globe 1996-1997 à bord de Budapest, un nouveau bateau qu'il a construit lui-même, mais une avarie de quille puis une collision avec un cargo le contraignent rapidement à l'abandon.
Il arrive quatrième de la transat Jacques-Vabre de 1997 en 23 jours 07 heures 12 minutes.
En 2014, il arrive 7e de la Barcelona World Race.
En 2015, il participe de nouveau à la Transat Jacques-Vabre mais est contraint à l'abandon.

En 2016, il participe au Vendée Globe sur le bateau Spirit of Hungary dont il est co-architecte. Il termine à la huitième place. Un concurrent encore en mer, l'Américain Rich Wilson, lui rend hommage : 

« On a beaucoup parlé du fait que je suis le doyen de la flotte, mais Nándor n’a que trois ans de moins et il est arrivé avec deux semaines d’avance sur moi ! Il a fait un boulot remarquable. Il connaît son bateau aussi bien que n’importe qui dans cette flotte et il savait où placer le curseur tout le temps pour bien pousser son bateau. Ça a bien marché pour lui et je tiens vraiment à le féliciter. C’est un mec sympa, serein, très modeste, mais il s’agit d’un grand marin. »

## Palmarès
- 2017 : 8e du Vendée Globe 2016-2017 en 93 jours, 22 heures et 53 minutes, sur le monocoque Spirit of Hungary
- 2015 : 7e de la Barcelona World Race 2014-2015 en 110 jours, 10 heures et 59 minutes, avec Conrad Colman, sur le monocoque Spirit of Hungary
- 1993 : 5e du Vendée Globe 1992-1993 en 128 jours, 16 heures et 5 minutes, sur le monocoque K&H Bank Matav

## Images

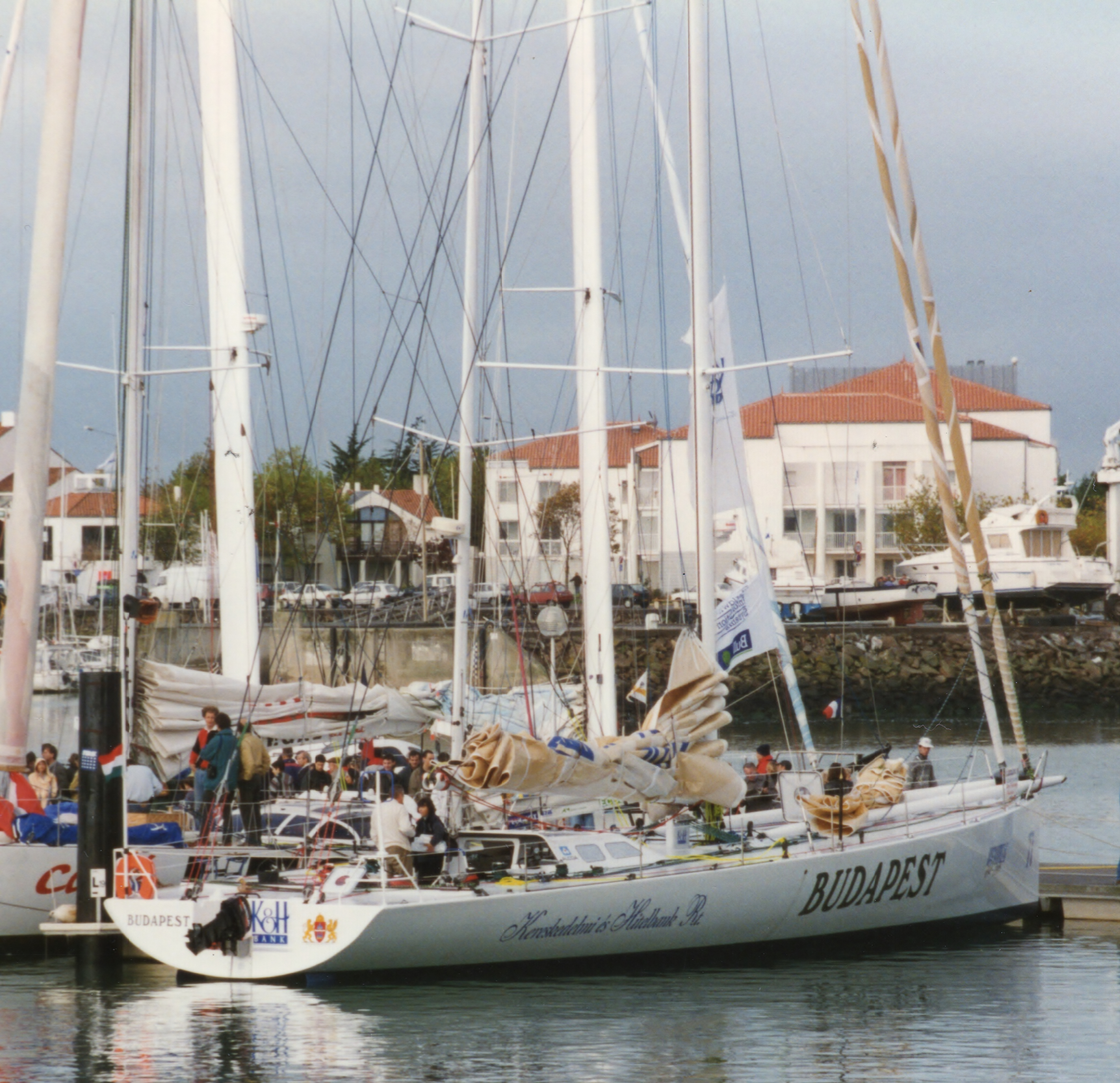
Budapest, bateau de Nándor Fa, au départ du Vendée Globe 1996-1997.
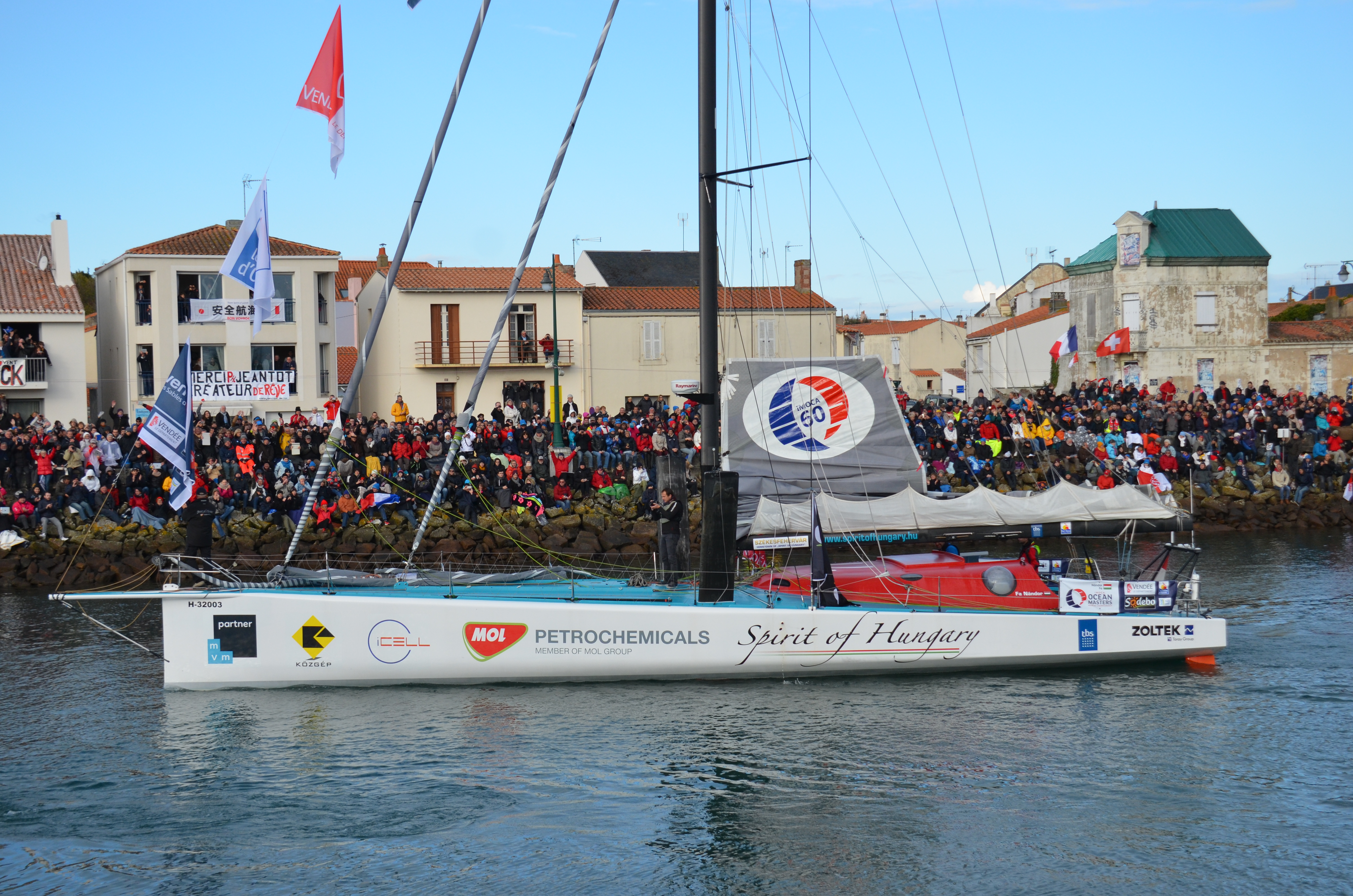
Nándor Fa au départ du Vendée Globe 2016-2017.
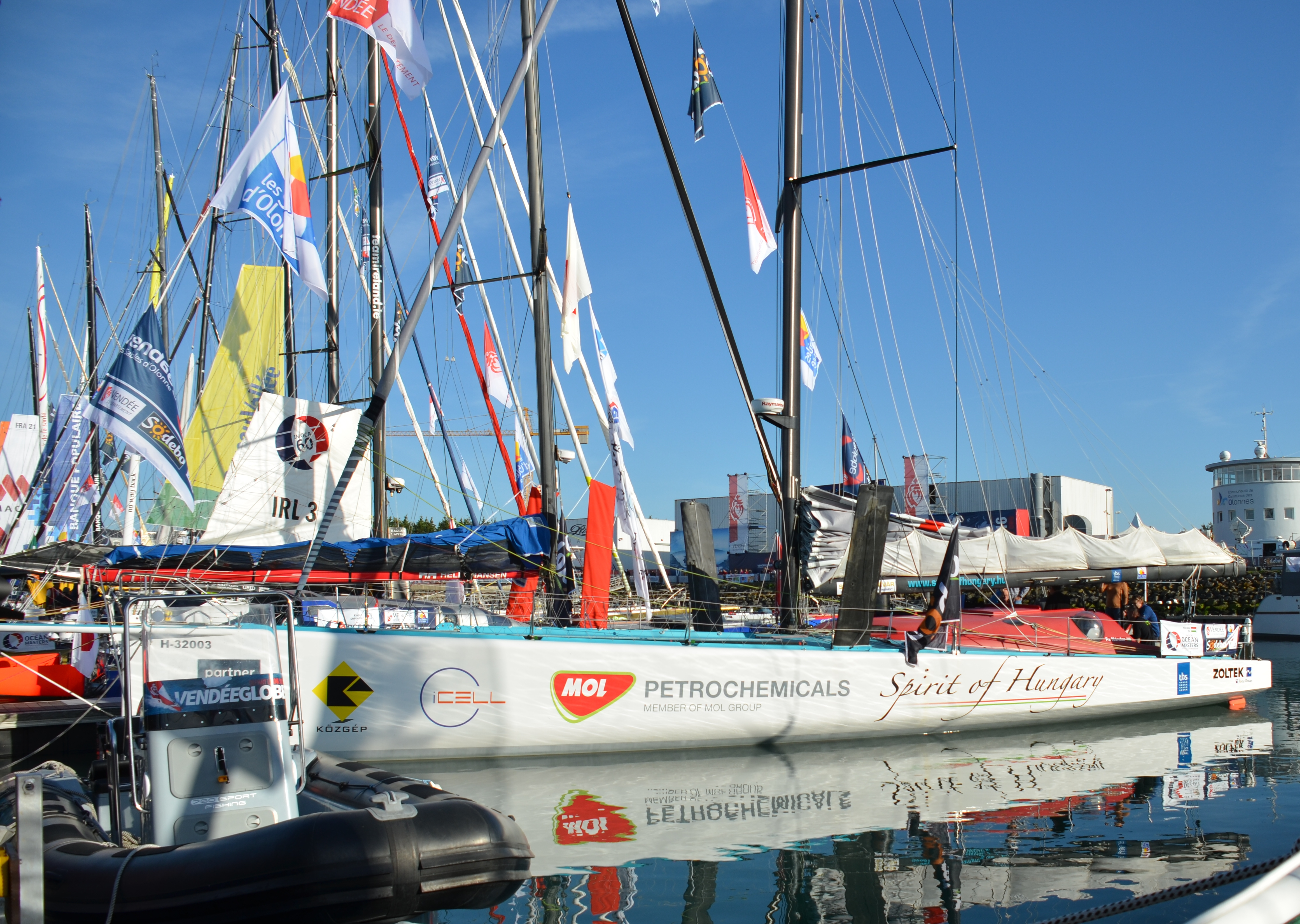
Spirit of Hungary (2016)
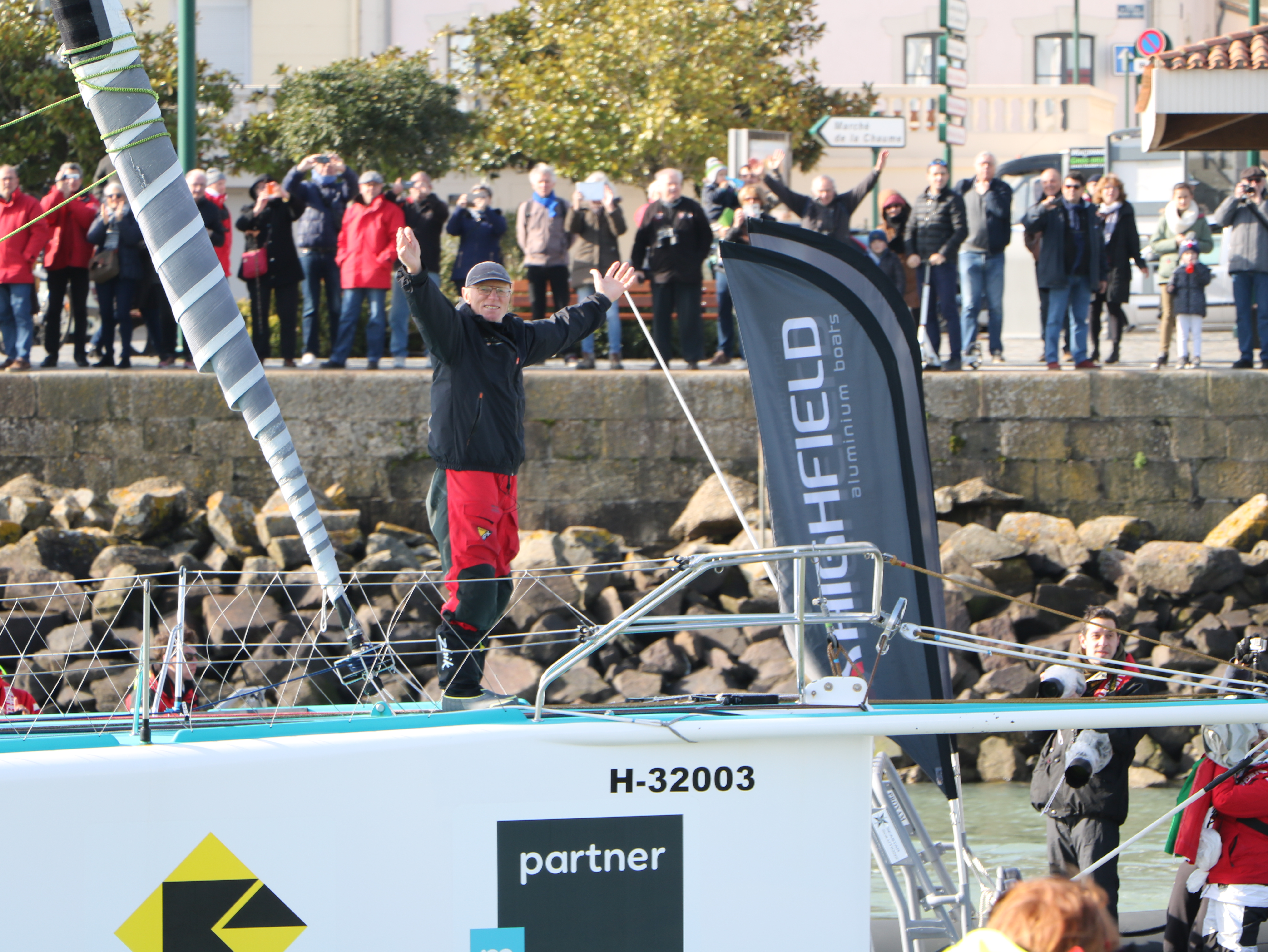
Arrivée de Nándor Fa aux Sables d'Olonne lors du Vendée Globe 2016-2017.
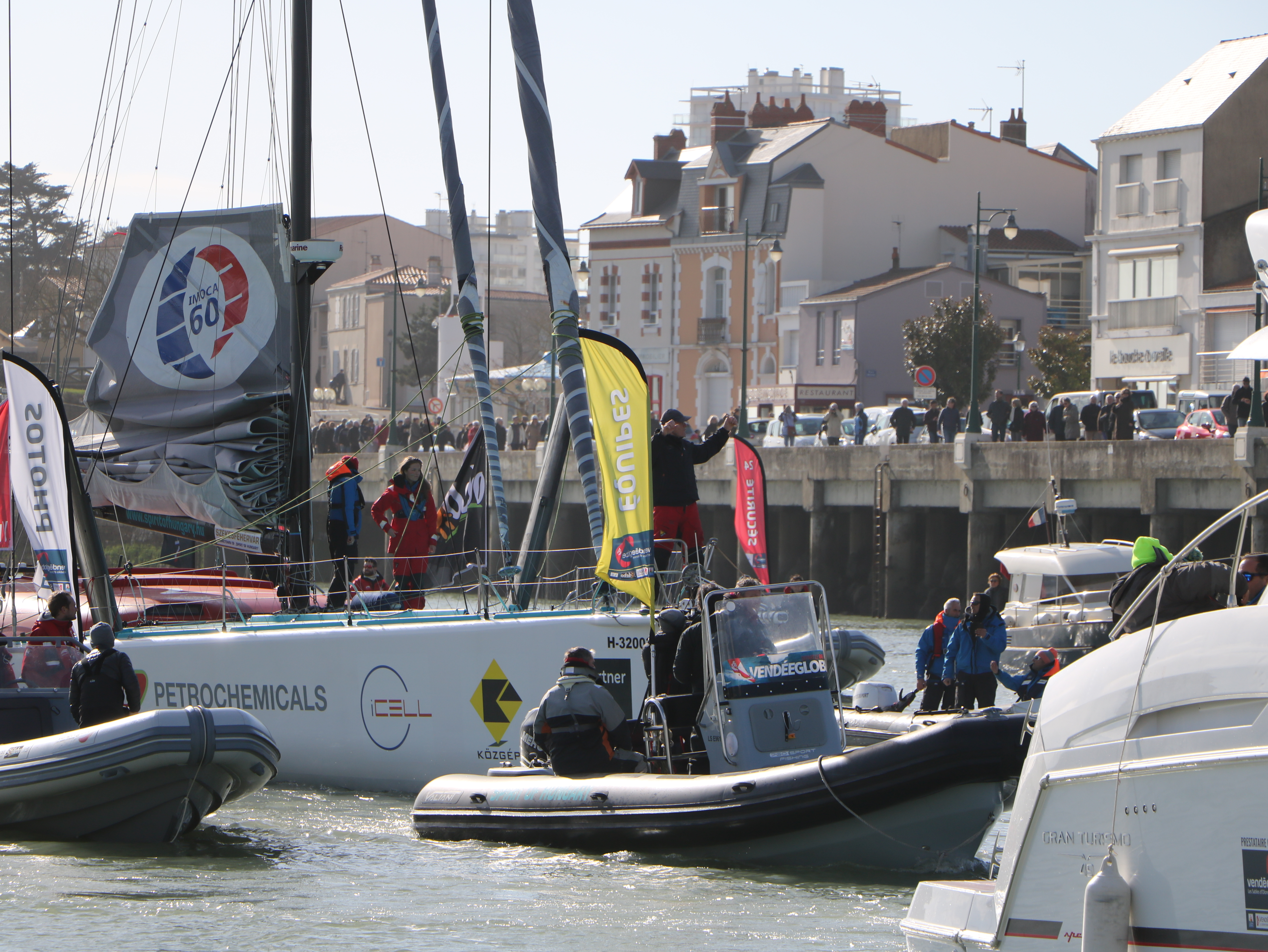
Arrivée de Nándor Fa aux Sables d'Olonne lors du Vendée Globe 2016-2017.